# Liste der Mitglieder der National Academy of Sciences/1992
Im Jahr 1992 wählte die National Academy of Sciences der Vereinigten Staaten 73 Personen zu ihren Mitgliedern.

## Neugewählte Mitglieder
- Jan D. Achenbach (1935–2020)
- Thomas J. Ahrens (1936–2010)
- Abram Amsel (1922–2006)
- Neal R. Amundson (1916–2011)
- Hans C. Andersen
- James G. Anderson
- Carl Johan Ballhausen (1926–2010)
- George Bruening (1938–2023)
- A. David Buckingham (1930–2021)
- Donald L. Burkholder (1927–2013)
- John D. Corbett (1926–2013)
- William R. Dickinson (1931–2015)
- Anthony S. Fauci
- Jacques Friedel (1921–2014)
- Jerome I. Friedman
- Yuan-Cheng B. Fung (1919–2019)
- Robert G. Gallager
- Margaret J. Geller
- William T. Greenough (1944–2013)
- Carol A. Gross
- Martin C. Gutzwiller (1925–2014)
- John C. Harsanyi (1920–2000)
- Stephen Hawking (1942–2018)
- James J. Heckman
- Stephen F. Heinemann (1939–2014)
- Melvin Hochster
- Paul F. Hoffman
- Daniel H. Janzen
- Thomas J. Kelly
- Henry W. Kendall (1926–1999)
- Hans Janos Kende (1937–2006)
- Robert S. Langer
- John H. Law
- Ronald D. Lee
- Stanley Lieberson (1933–2018)
- Olga F. Linares (1936–2014)
- Richard M. Losick
- Philip F. Low (1921–1997)
- George Lusztig
- Robert MacPherson
- Robert May (1936–2020)
- Christopher F. McKee
- Steven L. McKnight
- Ernesto Medina
- Henry Metzger (1932–2018)
- Harry F. Noller
- Bert W. O’Malley
- Lennart Philipson (1929–2011)
- David Pilbeam
- Thomas D. Pollard
- Stanley B. Prusiner
- Randy W. Schekman
- Stuart F. Schlossman (1935–2023)
- Richard R. Schrock
- George E. Seidel, Jr. (1943–2021)
- Paul B. Sigler (1934–2000)
- Susan Solomon
- JoAnne Stubbe
- F. William Studier
- Harry L. Swinney
- Jan Tauc (1922–2010)
- George A. Thompson (1919–2017)
- Jacques Tits (1930–2021)
- Wylie Vale (1941–2012)
- Peter Vitousek
- Bert Vogelstein
- Allan R. Wagner (1934–2018)
- John Waterlow (1916–2010)
- Raymond L. White (1943–2018)
- David J. Wineland
- Kurt Wüthrich
- Meinhart H. Zenk (1933–2011)
- Kees de Wit (1924–1993)